# Kho kho
El kho kho es un deporte tradicional del sur de Asia que se remonta a la antigua India. Es el segundo juego de etiqueta tradicional más popular en el subcontinente indio después del kabaddi. El kho kho se juega en una cancha rectangular con un carril central que conecta dos postes que se encuentran en cada extremo de la cancha. Durante el juego, nueve jugadores del equipo perseguidor (equipo atacante) están en el campo, ocho de ellos sentados (agachados) en el carril central, mientras tres corredores del equipo defensor corren alrededor de la cancha y tratan de evitar ser tocados.  Cada jugador sentado del equipo perseguidor mira hacia la mitad opuesta del campo al que miran sus compañeros del equipo contrario.
En el juego, un jugador del equipo perseguidor (el "perseguidor activo" o "atacante") puede correr por la cancha para tocar a los miembros del equipo defensor. Cada "toque" exitoso (tag) gana un punto y los defensores "etiquetados/tocados" (tagged) deben abandonar el campo. Sin embargo, al perseguidor activo se le impide cruzar el carril central para acceder a la otra mitad de la cancha y no puede cambiar de dirección una vez que comienza a correr hacia cualquiera de los postes. Estas restricciones se pueden eludir si el perseguidor activo cambia de rol con un compañero —de los que están sentados de cara a la otra mitad de la cancha — tocándolo en la espalda mientras dice "Kho" o corriendo detrás de cualquiera de los postes para cambiar de dirección o de mitad. Cada equipo alterna entre marcar y defender, con dos turnos para cada rol. Cada turno dura nueve minutos y el equipo con mayor puntuación al final del juego gana.
El deporte se practica ampliamente en el sur de Asia y también tiene presencia en otras regiones con una importante diáspora sudasiática. También se juega en Sudáfrica e Inglaterra . Lo practican con mayor frecuencia niñez en edad escolar, aunque también es un deporte competitivo.  La primera liga de franquicia para este deporte, Ultimate Kho Kho, se presentó en India en agosto de 2022,  y la Copa del Mundo inaugural se celebró en 2025.